# Kochanek Wielkiej Niedźwiedzicy
Kochanek Wielkiej Niedźwiedzicy – powieść Sergiusza Piaseckiego, napisana w roku 1935 i wydana w 1937. Opisuje realia pogranicza polsko-radzieckiego pierwszej połowy lat 20. XX wieku. Jest to opowieść oparta na wątkach biograficznych autora, który też zajmował się handlem na pograniczu.

## Treść
Centrum akcji jest miasteczko Raków, leżące przy samej granicy polsko-radzieckiej, „33 wiorsty od Mińska” (Litewskiego). Narratorem powieści jest Władek Łabrowicz, który z wojewódzkiego Wilna, gdzie nie mógł znaleźć pracy, przyjeżdża do Rakowa za namową dawnego kolegi z wojska, obecnie „maszynisty” (przewodnika przemytników) Józefa Trofidy, i dostaje u niego miejsce do zamieszkania oraz możliwość zarobku przy przemycie, czym głównie tam się trudniono.
Bohater przeżywa przy tym zajęciu szereg przygód: złapanie i uwięzienie przez Sowietów, ucieczkę z pociągu wiozącego go na zesłanie, fałszywe oskarżenie, aresztowanie przez polską policję, ucieczkę z jej konwoju, ukrywanie się, stopniową utratę przyjaciół aż do kompletnej alienacji. Wciąż jednak trwa blisko granicy, której zakamarki zna na pamięć.

## Chronologia
Akcja powieści obejmuje okres od późnego lata (przypuszczalnie od początku września) roku 1922, kiedy Władek przyjeżdża do Rakowa, do początku zimy roku 1924, kiedy, całkowicie już osamotniony, decyduje się ostatecznie porzucić pogranicze.
Podstawą chronologii są głównie znajdujące się w treści książki wzmianki na temat dających się datować wydarzeń historycznych:
- w części II, rozdz. 8, znajduje się informacja o tym, że odpowiedzialność za ochronę granicy, poprzednio spoczywająca na wojsku, została przekazana Policji Państwowej. Stało się to, według źródeł historycznych, w roku 1923.
- w części II, rozdz. 1, polską walutą jest marka polska, ale w cz. III rozdz. 10 są nią już złotówki. Weszły one do obiegu 29 kwietnia 1924 roku.
- ponadto rozdz. 3 części III zawiera informację, że wydarzenia opisywane w rozdz. 12 cz. I rozegrały się „na jesieni 1922 roku” (istotnie jest to „koniec złotego sezonu”, czyli połowa listopada).

Narracja jest ciągła (o charakterze zbliżonym do pamiętnika), a narrator raz po raz podaje dość dokładne informacje na temat kolejno przemijających pór roku (z dokładnością do miesięcy, czasem nawet tygodni). Z tego wszystkiego wynika, że:
- część I powieści obejmuje okres od września 1922 do połowy lutego 1923,
- część II - od połowy lutego do połowy listopada 1923,
- część III - od połowy grudnia 1923 do końca listopada 1924.

## Stan zachowania
Powieść została zaplanowana przez autora w trzech częściach (I Pod kołami Wielkiego Wozu, II Wilczym tropem, III Widma graniczne), po 15 rozdziałów każda. Całość mogła zmieścić się w dwóch tomach. Niestety, przedwojenny wydawca polecił niewymienionemu z nazwiska, „znanemu polskiemu literatowi” dokonać znacznych skrótów w celu „przykrojenia” objętości do 1 tomu; czego ten – za zgodą, ale bez nadzoru przebywającego wtedy jeszcze w więzieniu Piaseckiego – dokonał, naruszając miejscami konstrukcję powieści, według słów Piaseckiego, „w taki sposób, że akcja zatracała sens”.
Oryginalny rękopis zaginął w czasie wojny. Emigracyjne wydanie z roku 1946 zrobiono na podstawie drukowanego egzemplarza z roku 1937, w którym brakowało początkowych 20 stron. Ten brak uzupełniono tłumacząc początek powieści wstecznie na język polski z przekładu włoskiego (wydanego w roku 1942). Ponadto wydawca dokonał rewizji tekstu poprawiając przy tym wiele błędów wydania I.
Podstawą tekstu jest obecnie drugie wydanie emigracyjne z roku 1969. Jest to poprawiona wersja wydania z roku 1946, którego tekst Piasecki jeszcze za życia ponownie zredagował, wprowadzając około 7 tysięcy poprawek.

## Odbiór
Kochanek Wielkiej Niedźwiedzicy spotkał się z dużym zainteresowaniem czytelników oraz entuzjastycznym przyjęciem w środowisku literackim już w momencie wydania w 1937 roku. Książka, opublikowana przez wydawnictwo Rój pod redakcją Melchiora Wańkowicza, zyskała opinię sensacji literackiej i szybko stała się bestsellerem. Recenzenci, m.in. Stefan Pomer, dostrzegli w Piaseckim „pierwszorzędny talent prozatorski” i chwalili autentyzm opisu życia przemytników oraz atmosfery pogranicza polsko-sowieckiego w latach 20. XX wieku. Wydanie powieści przyczyniło się do przedterminowego zwolnienia Piaseckiego z więzienia w wyniku publicznego wsparcia środowisk literackich, m.in. Stanisława Cata-Mackiewicza.
Książka była tłumaczona na kilka języków, w tym angielski, duński, francuski, norweski, szwedzki i włoski. Doczekała się licznych wznowień, również w czasie II wojny światowej i na emigracji. Współcześnie powieść uchodzi za dzieło kultowe, szczególnie w środowiskach konserwatywnych i antykomunistycznych, a postać Piaseckiego – jako pisarza i byłego szpiega – zyskała status ikony literackiej o burzliwym życiorysie.